# Rainer Werner Fassbinder
Rainer Werner Fassbinder va ser un director alemany de cinema, teatre i televisió nascut el 31 de maig de 1945 a Baviera, i mort el 10 de juny de 1982, d'una ruptura d'aneurisma a Múnic (Alemanya). És un dels principals representants del Nou Cinema alemany dels anys 1960-70.

## Biografia

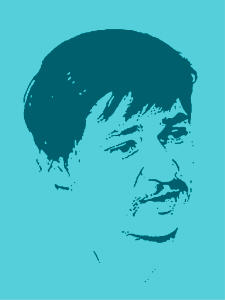

Fill d'un metge i d'una traductora (Liselotte Eder), va ser fill únic. Els seus pares es van divorciar el 1951, quan el jove Rainer tenia sis anys.
Es va interessar molt jove en el cinema, devorant pel·lícules sobre pel·lícules. Sortirà de l'Escola Steiner sense obtenir un batxillerat. Va viure de diversos oficis i va ser periodista del diari alemany "Süddeutsche Zeitung".
El 1965 va realitzar el seu primer curtmetratge, anomenat This Night, que presumptament s'ha perdut. El 1966, realitza "El Vagabund", un homenatge a la pel·lícula Signe del Lleó de Éric Rohmer; després acaba col·laborant amb el teatre experimental. Després d'una experiència infructuosa, funda el seu grup: l’Antiteater, per a la qual va escriure la majoria de les seves obres teatrals entre 1968 i 1971. Hanna Schygulla, qui més tard l'acompanyarà en els seus grans èxits a la pantalla gran, ja treballava llavors amb ell.
Influenciat pels melodrames de Douglas Sirk (autor que coneixerà el 1979), en menor mesura per Jean-Luc Godard, així com per les pel·lícules policíaques dels grans realitzadors hollywoodiencs com John Huston, Raoul Walsh o Howard Hawks, emprèn el seu primer projecte cinematogràfic amb el seu grup.
Així, el 1969 neixen les pel·lícules "L'amor és més fred que la mort" (Liebe ist kälter als Der Tod) i "El Boc" (Der Katzelmacher). Fassbinder no distingeix les tècniques teatrals de les del setè art, i de fet, entre 1969 i 1971, pareix nombroses obres teatrals tot produint, paral·lelament i en un temps rècord, pel·lícules alternatives. Pel grup de Fassbinder, la vida i el treball eren la mateixa cosa, fet que en part explica la fecunditat de Fassbinder, que en un període de només tretze anys va ser capaç de rodar quaranta pel·lícules com a director.
Escriu i posa en escena obres teatrals (Preparadise Sorry Now, etc.) fins al 1976, quan la seva peça "La Brossa, la Ciutat i la Mort" (Der Müll, die Stadt und der Tod) va ser acusada d'antisemitisme i va ser adaptada al cinema per Daniel Schmid en L'Ombra dels Àngels. Encara que casat amb Ingrid Caven de 1970 a 1972 - li va escriure diverses cançons (com Alles aus Leder, Freitag im Hotel, Nietzsche o Die Straßen stinken)-, és homosexual, i va fer actuar els seus successius amants (Günther Kauffmann, El Hadj Ben Salem i Armin Meier) a nombroses pel·lícules; i va retre homenatge a aquest últim - que s'havia suïcidat - en L'Any de les tretze llunes (In einem Jahr mit 13 Monden). De 1978 a 1982, va viure amb Julienne Lorenz.
A partir de 1972 les seves pel·lícules evolucionen i es fan més professionals. D'ara endavant és aclamat per la crítica a cada edició de la Berlinale. Això no obstant, no és fins al 1982 que guanyar l'Os d'or a la millor pel·lícula amb L'ansietat de Veronika Voss (Die Sehnsucht der Veronika Voss). Als anys setanta, Fassbinder crea personatges femenins que compten entre els més fascinants del cinema des de la Segona Guerra Mundial i que han passat a la posteritat en les seves pel·lícules epònimes: Die Ehe der Maria Braun (El matrimoni de Maria Braun) i Lili Marleen (inspirada en la cançó homònima), ambdues encarnades per Hanna Schygulla i Lola, interpretada per Barbara Sukowa. El 1980, escriu per a la televisió la sèrie Berlín Alexanderplatz d'Alfred Döblin, d'una gran d'envergadura com demostren la seva introducció, dotze episodis i un epíleg, de durada total de més de 894 minuts. Més endavant, la sèrie també s'emetria a les sales de cinema en projeccions maratonianes sense interrupció de més de quinze hores de durada.
Fassbinder treballava sense descans amb un ritme desenfrenat. Va morir a Múnic el 10 de juny de 1982 d'una ruptura d'aneurisma (alguns afirmen que la seva defunció és conseqüència d'una barreja de cocaïna i de benzodiazepines i que potser es va suïcidar) amb només trenta-set anys, mentre treballava en el muntatge de Querelle, la seva darrera pel·lícula, adaptada d'una novel·la de Jean Genet (1946), i preparant una pel·lícula sobre Rosa Luxemburg, finalment realitzada el 1987 per la directora alemanya Margarethe von Trotta.
Fassbinder és enterrat al cementiri muniquès de Bogenhausen.

## Vida personal
Fassbinder va tenir relacions tant amb homes com amb dones. Poques vegades va separar la seva vida professional i personal, i era conegut per repartir familiars, amics i amants a les seves pel·lícules. Al començament de la seva carrera va tenir una relació duradora però fracturada amb Irm Hermann, una antiga secretària a qui va obligar a fer-se actriu. Fassbinder acostuma a interpretar-la en papers poc glamurosos, sobretot com l'esposa infidel a El mercader de les quatre estacions i l'assistent silenciós abusat a Les amargues llàgrimes de Petra von Kant.
Hermann el va idolatrar, però Fassbinder la va turmentar i torturar durant més d'una dècada. Això incloïa violència domèstica: «No podia concebre que jo el negués, i ho va intentar tot. Gairebé em va colpejar fins a mort als carrers de Bochum».
 El 1977, Hermann es va relacionar sentimentalment amb un altre home i es va quedar embarassada d'ell. Fassbinder li va proposar i li va oferir adoptar el nen; ella el va rebutjar.
El 1969, mentre interpretava el paper principal a la pel·lícula de televisió Baal sota la direcció de Volker Schlöndorff, Fassbinder va conèixer Günther Kaufmann, un actor negre bavarès que va tenir un paper menor a la pel·lícula. Malgrat que Kaufmann estava casat i tenia dos fills, Fassbinder es va enamorar bojament d'ell. Els dos van començar un afer turbulent que finalment va afectar la producció de Baal. Fassbinder va intentar comprar l'amor de Kaufmann fent-li papers importants a les seves pel·lícules i comprant-li regals cars.
Kaufmann va gaudir de l'atenció i es va tornar més exigent. Fassbinder li va comprar quatre Lamborghinis durant un any; Kauffmann en va destrossar un i va vendre els altres si no complien les seves expectatives. La relació va acabar quan Kaufmann es va relacionar sentimentalment amb el compositor Peer Raben. Després del final de la seva relació, Fassbinder va continuar interpretant Kaufmann a les seves pel·lícules, encara que en papers menors. Kaufmann va aparèixer en 14 de les pel·lícules de Fassbinder, amb el paper principal a Whity (1971).
Encara que va afirmar que s'oposava al matrimoni com a institució, el 1970 Fassbinder es va casar amb Ingrid Caven, una actriu que apareixia habitualment a les seves pel·lícules. La recepció del seu casament es va reciclar a la pel·lícula que estava fent en aquell moment, El soldat americà. La seva relació d'admiració mútua va sobreviure al complet fracàs del seu matrimoni de dos anys. «La nostra va ser una història d'amor malgrat el matrimoni», va explicar Caven en una entrevista, i va afegir sobre la sexualitat del seu exmarit: «Rainer era una homosexual que també necessitava una dona. És així de senzill i tan complex». Les tres dones més importants de la vida de Fassbinder, Irm Hermann, Ingrid Caven i Juliane Lorenz, la seva última parella, no es van veure molestades per la seva relació romàntica i sexual amb homes.
El 1971, Fassbinder va començar una relació amb El Hedi ben Salem, un berber marroquí que havia deixat la seva dona i els seus cinc fills l'any anterior, després de conèixer-lo en un bany gai a París. Durant els tres anys següents, Salem va aparèixer en diverses produccions de Fassbinder. El seu paper més conegut va ser el d'Ali a Ali: Fear Eats the Soul (1974). La seva relació de tres anys va estar marcada per gelosia, violència i consum intens de drogues i alcohol. Fassbinder finalment va acabar la relació el 1974, a causa de l'alcoholisme crònic de Salem i la tendència a tornar-se violent quan bevia. Poc després de la ruptura, Salem va apunyalar tres persones (cap mortal) a Berlín i va haver de ser portada de contraban fora de la ciutat. Salem finalment va arribar a França on va ser arrestat i empresonat. Es va penjar mentre estava detingut el 1977. Fassbinder va mantenir la notícia del suïcidi de Salem durant anys. Finalment es va assabentar de la mort del seu antic amant poc abans de la seva pròpia mort el 1982 i va dedicar la seva darrera pel·lícula, Querelle, a Salem.
El següent amant de Fassbinder va ser Armin Meier. Meier era un antic carnisser gairebé analfabet que havia passat els seus primers anys en un orfenat. També va aparèixer en diverses pel·lícules de Fassbinder en aquest període. Es pot veure una visió de la seva problemàtica relació a l'episodi de Fassbinder per a Alemanya a la tardor (1978). Fassbinder va acabar la relació l'abril de 1978. Durant la setmana de l'aniversari de Fassbinder (31 de maig), Meier va consumir deliberadament quatre ampolles de pastilles per dormir i alcohol a la cuina de l'apartament que ell i Fassbinder havien compartit anteriorment. El seu cos va ser trobat una setmana després.
En els últims quatre anys de la vida de Fassbinder, la seva companya va ser Juliane Lorenz (nascuda el 1957), l'editora de les seves pel·lícules durant els últims anys de la seva vida. Es pot veure en un petit paper com a secretària del productor de cinema a Veronika Voss. Segons Lorenz, es van plantejar casar-se, però mai ho van fer. Encara que es va informar que es van separar durant el seu darrer any, una acusació que Lorenz ha negat, encara vivien junts en el moment de la seva mort.

## Polèmiques
Els escàndols i les controvèrsies dels mitjans van assegurar que a Alemanya Fassbinder fos permanentment a les notícies, fent comentaris calculadament provocadors a les entrevistes. La seva obra sovint va rebre crítiques diverses de la crítica nacional, molts dels quals només el van començar a prendre seriosament després que la premsa estrangera l'hagués aclamat com un director important.
Hi va haver freqüents exposicions del seu estil de vida a la premsa i atacs per tots els costats dels grups ofesos per les seves pel·lícules. La seva sèrie de televisió Eight Hours Don't Make a Day es va reduir de vuit a cinc episodis després de la pressió dels conservadors. El dramaturg Franz Xaver Kroetz va demandar  l'adaptació de Fassbinder de la seva obra Jail Bait, al·legant que era obscena. Lesbianes i feministes van acusar Fassbinder de misogínia (en presentar les dones com a còmplices de la seva pròpia opressió) a les seves 'Women's Pictures'. Les llàgrimes amargues de Petra von Kant han estat citades per uns quants crítics feministes i gais com a homofòbics i masclistes.
Els crítics gais també van criticar Fox i els seus amics per no representar positivament l'homosexualitat a la societat burgesa, sentint que Fassbinder els havia traït. Els conservadors el van atacar per la seva associació amb l'extrema esquerra. Els marxistes van dir que havia exhaurit els seus principis polítics en les seves representacions de manipulacions intel·lectuals d'esquerra a Mutter Küsters' Fahrt zum Himmel i d'un terrorista de floració tardana a La tercera generació. Berlin Alexanderplatz es va traslladar a un espai de la televisió nocturna enmig de les queixes generalitzades que no era apta per a nens. Les crítiques més acalorades van ser per la seva obra Les escombraries, la ciutat i la mort, la funció de la qual programada al Theater am Turm de Frankfurt va ser cancel·lada a principis de 1975 enmig d'acusacions d’antisemitisme. En l'agitació, Fassbinder va renunciar a la direcció d'aquell prestigiós complex teatral, queixant-se que l'obra havia estat malinterpretada. L'obra tracta sobre un home de negocis jueu sense escrúpols i molt avariciós a Frankfurt que fa servir sense pietat la culpa alemanya per l'Holocaust per fer-se ric. Tot i que es va publicar aleshores i es va retirar ràpidament, l'obra no es va representar fins cinc anys després de la mort de Fassbinder per Thieves Theatre el 1987 a ABC No Rio.

## Mort
Quan va fer la seva darrera pel·lícula, Querelle (1982), Fassbinder estava consumint quantitats importants de drogues i alcohol. La nit del 9 al 10 de juny de 1982, Wolf Gremm, director de la pel·lícula Kamikaze 1989 (1982), protagonitzada per Fassbinder, s'allotjava al seu apartament. A primera hora d'aquell vespre, Fassbinder es va retirar al seu dormitori. Estava treballant en notes per a una futura pel·lícula, Rosa L, basada en la vida de la socialista revolucionària polonesa-alemanya Rosa Luxemburg. Fassbinder estava mirant la televisió mentre llegia quan, poc després de l'1 am, va rebre una trucada telefònica del seu amic i assistent Harry Baer. A les 3:30 del matí, quan Juliane Lorenz va arribar a casa, va sentir el soroll de la televisió a l'habitació de Fassbinder, però no va poder sentir-lo roncar. Encara que no li permetia entrar a l'habitació sense avisar, va entrar i va descobrir el seu cos sense vida amb una cigarreta encara entre els llavis. Un fi regalim de sang rajava d'una fossa nasal.
Fassbinder va morir d'una sobredosi de cocaïna i barbitúrics. Les notes de Rosa L es van trobar al costat del seu cos. Les seves restes van ser enterrades al Bogenhausener Friedhof de Múnic.

## Filmografia
Filmografia:
- 1969: Liebe ist kälter als der Tod (L'amor és més fred que la mort)
- 1969: Katzelmacher
- 1970: Der amerikanische Soldat (El soldat estatunidenc)
- 1970: Warnung vor einer heiligen Nutte(Atenció a aquella prostituta tan estimada)
- 1970: Götter der Pest (El déu de la pesta)
- 1970: Per què al senyor R. li va arribar una bogeria homicida
- 1971: Whity
- 1971: Der Händler der vier Jahreszeiten (El mercader de les quatre estacions)
- 1972: Die bitteren Tränen der Petra von Kant (Les amargues llàgrimes de Petra von Kant)
- 1973: Martha (telefilm)
- 1973: Angst essen Seele auf (Tots ens diem Alí)
- 1974: Fontane Effi Briest
- 1974: Faustrecht der Freiheit (La llei del més fort)
- 1975: Mutter Küsters Fahrt zum Himmel (Viatge a la felicitat de Mamà Küsters)
- 1976: Ich will nur, dass ihr mich liebt (Només vull que m'estimis), telefilm.
- 1976: Satansbraten (El rostit de Satanàs)
- 1976: Chinesisches Roulette (Ruleta xinesa)
- 1977: Bolwieser (L'esposa del ferroviari), telefilm.
- 1977: Desesperació (Despair)
- 1979: Die Ehe der Maria Braun (El matrimoni de Maria Braun)
- 1979: In einem Jahr mit 13 Monden (En un any amb tretze llunes)
- 1979: Die Dritte Generation (La tercera generació)
- 1980: Berlin Alexanderplatz, telefilm.
- 1980: Lili Marleen
- 1981: Lola
- 1982: Die Sehnsucht der Veronika Voss (L'ansietat de Veronika Voss)
- 1982: Querelle, pel·lícula pòstuma

### Teatre (com a autor i director)
- 1968: Katzelmacher
- 1968: Der amerikanische Soldat
- 1969: Pre-Paradise Sorry Now
- 1969: Anarchie in Bayern (Anarquia a Baviera)
- 1971: Blut am Hals der Hatze (Sang al coll del gat)
- 1971: Die bitteren Tränen der Petra von Kant (Les amargues llàgrimes de Petra von Kant)
- 1971: Bremer Freiheit (Café Bremen)
- 1975: Der Müll, die Stadt und der Tod  (La brossa, la ciutat i la mort)

## Premis
- Os d'Or a la Berlinale de 1982 per Die Sehnsucht der Veronika Voss